# ファン・カルロス・サンチェス・ジュニア
ファン・カルロス・サンチェス・ジュニア（Juan Carlos Sanchez Jr、1991年1月8日 - ）は、メキシコのプロボクサー。シナロア州ロスモチス出身。元IBF世界スーパーフライ級王者。

## 来歴
2008年12月19日、プロデビュー戦をシナロア州ロスモチスのポリデポルティーボ・センテナリオでラウル・ルイスと対戦し、2回1分21秒TKO勝ちを収めた。
2010年2月6日、ダニエル・ロサスとCABOFEスーパーフライ級王座決定戦で対戦したが2回TKO負けし、自身初敗戦となった。
2011年5月14日、ファン・フランシスコ・エストラーダと対戦し、互いにダウンを奪う展開の中で僅差で戦いをものにしたサンチェスが8回判定で勝利し、エストラーダに初めての負けを付けた。
2012年2月11日、IBF世界スーパーフライ級王者ロドリゴ・ゲレロと対戦し、12回3-0(119-109、116-112、115-113)の判定勝ちを収め王座獲得に成功した。
2012年5月19日、元IBF世界スーパーフライ級王者ファン・アルベルト・ロサスと対戦し、王座返り咲きを狙うロサスから初回にダウンを奪いリードを広げ、3-0(120-107、118-109、118-109)の判定勝ちを収め初防衛に成功した。
2012年9月22日、シナロア州ロスモチスにて元WBC世界ライトフライ級王者ロデル・マヨールと対戦し、苦しめられはしたが9回一気に捕えBOXアステカの放送席までマヨールを吹っ飛ばした。慌ててマヨールは戻るもすでにカウントアウト。2分25秒KO勝ちを収め2度目の防衛に成功した。この放送の解説を務めたフリオ・セサール・チャベスも驚きつつも、このKOを絶賛した。
2013年6月8日、アメリカデビュー戦をラスベガスのハードロック・ホテル・アンド・カジノ内にあるザ・ジョイントにて、IBF世界スーパーフライ級1位ロベルト・ソーサと指名試合を行う予定だったが、前日計量を1回目が1ポンド超過の116ポンド、2回目が0.5ポンド超過の115.5、3回目にしてリミットとなる115ポンドと3回かかってどうにかパス出来たのだが、試合当日にIBFスーパーバイザーのアーロン・カイザーが「サンチェスの最終的な計量の値は115.2ポンドだった。」と発表し、体重超過によりサンチェスは王座を剥奪された。ソーサが勝てば新王者となっていたのだが、計量失格となったサンチェスが12回3-0（117-110、2者が117-110、116-110）の判定勝ちを収めた為、王座は空位となった。
2013年9月21日、バンタム級に転向しダルウィン・サモラ（ニカラグア）と対戦。7回1分36秒TKO勝ちを収めた。
2013年11月30日、バハ・カリフォルニア州メヒカリのアウディトリオ・デル・エスタドにてIBF世界スーパーフライ級王者亀田大毅（亀田ジム）への指名挑戦権を賭けてゾラニ・テテと対戦するが、10回2分43秒KO負けを喫した。
2015年3月14日、ティフアナのアウディトリオ・ムニシパル・ファウスト・グティエレス・モレノでルイス・メレンデス（コロンビア）とスーパーバンタム級契約ノンタイトル10回戦を行い、10回3-0（99-91、2者が100-90）の判定勝ちを収めた。
2015年7月25日、シナロア州ロスモチスのポリデポルティーボ・センテナリオでセサール・フアレスとWBOインターナショナルスーパーバンタム級王座決定戦を行い、12回0-3（2者が111-114、112-114）の判定負けを喫し王座獲得に失敗した。

## 獲得タイトル
- IBF世界スーパーフライ級王座（防衛2＝剥奪）